# Plateau Bonaparte
Le plateau Bonaparte est un sous-plateau du plateau Thompson ou du plateau Cariboo en Colombie-Britannique, au Canada.

## Toponymie
Le plateau a été baptisé du nom d'un chef indien du peuple Shuswap qui avait adopté le nom Bonaparte en l'honneur de Napoléon Bonaparte. L'empereur français était très populaire parmi les Premières Nations de la Colombie-Britannique, très probablement pour sa réputation de chef et de guerrier.
Le nom de plateau Bonaparte est présent sur les cartes dès 1916 et a été officiellement adopté le 3 mars 1955.

## Géographie

### Situation
Selon les définitions, le plateau Bonaparte est la partie nord du plateau Thompson qui s'étend jusqu'à la rivière Quesnel et se situe entre les monts Cariboo à l'est et le fleuve Fraser à l'ouest, ou la partie sud du plateau Fraser.
Les limites du plateau Bonaparte sont facilement reconnaissables puisqu'il se situe entre la rivière Bonaparte au nord et à l'ouest, la rivière North Thompson à l'est et la rivière Thompson au sud.

### Topographie
Le groupe de collines immédiatement au nord-est de Cache Creek a été préservé sous le nom de parc provincial d'Arrowstone Hills. Les collines Arrowstone, dont le plus haut sommet culmine à 1 791 mètres, présentent des canyons de sable, des cheminées de fées et d'autres formes de relief inhabituelles et une riche population d'animaux sauvages, y compris des serpents à sonnettes. Au nord-est des collines Arrowstone se trouve le plateau Bonaparte (ancienne acception), coincé entre la rivière Bonaparte et la rivière Loon. Entre le lac Bonaparte et la rivière Deadman se trouve le plateau Kukwaus.
Le point culminant du plateau est Silwhoiakun Mountain, à 1 870 mètres d'altitude, au sommet du plateau Silwhoiakun, qui se situe entre le lac Bonaparte (au nord) et au-dessus du plateau Tranquille (au sud), entre la rivière Deadman (à l'ouest) et la rivière North Thompson (à l'est).
La plateau Tranquille est limité par la rivière Tranquille et la rivière North Thompson. Il existe aussi un petit plateau nommé plateau Rouge juste au-dessus du lac Kamloops et en dessous du plateau Tranquille.

### Hydrographie
Les bassins des rivières Bonaparte et Thompson sont les deux principaux bassins du plateau. Sur la bordure nord du plateau se trouve le lac Bonaparte, le plus grand de ce territoire et proche de la source de la rivière Bonaparte qui se situe au lac Couture. Le lac Bonaparte se trouve près du bord du plateau au-dessus de la rivière Thompson. Le nord-ouest du plateau Bonaparte est moins élevé que la région semi-montagneuse près de la limite sud du parc provincial Wells Gray et qui fait partie des hautes-terres Shuswap (ou des hautes-terres Quesnel, selon les différentes définitions).
Parmi les autres cours d'eau drainant le plateau, la rivière Deadman, connue à l'époque de la traite des fourrures sous son nom français, rivière Defunté ou rivière du Défunt, rejoint la rivière Thompson entre Savona et Walhachin ; le cours d'eau Loon Creek traverse le lac Loon et coule vers l'ouest pour rejoindre la rive gauche de la rivière Bonaparte entre les villes de Clinton et de Cache Creek.

### Climat
| Mois                              | jan. | fév. | mars | avril | mai | juin | jui. | août | sep. | oct. | nov. | déc. |
| --------------------------------- | ---- | ---- | ---- | ----- | --- | ---- | ---- | ---- | ---- | ---- | ---- | ---- |
| Température minimale moyenne (°C) | −11  | −11  | −9   | −3    | 1   | 7    | 11   | 9    | 6    | 0    | −7   | −12  |
| Température maximale moyenne (°C) | −6   | −2   | −3   | 4     | 12  | 20   | 21   | 20   | 15   | 6    | −2   | −8   |
| Précipitations (mm)               | 25,8 | 13,2 | 9,8  | 16,6  | 47  | 30,7 | 37   | 101  | 32,6 | 34,4 | 33,1 | 41   |
| dont pluie (mm)                   | 6,4  | 4,2  | 6,6  | 15,6  | 47  | 30,7 | 37   | 101  | 32,6 | 34,4 | 23,7 | 18   |
| dont neige (cm)                   | 19,4 | 9    | 3,2  | 1     | 0   | 0    | 0    | 0    | 0    | 0    | 9,4  | 39,2 |

| Diagramme climatique                                  |           |         |         |       |         |        |        |         |        |          |         |
| J                                                     | F         | M       | A       | M     | J       | J      | A      | S       | O      | N        | D       |
| −6−1125,8                                             | −2−1113,2 | −3−99,8 | 4−316,6 | 12147 | 20730,7 | 211137 | 209101 | 15632,6 | 6034,4 | −2−733,1 | −8−1241 |
| Moyennes : • Temp. maxi et mini °C • Précipitation mm |           |         |         |       |         |        |        |         |        |          |         |

## Activités
Le plateau est un mélange de nature sauvage, de grands ranchs et de propriétés récréatives privées.

### Tourisme
Dans la partie nord et nord-est du plateau, les lacs Bonaparte et Loon sont connus pour leur pêche récréative, et le plateau est couvert de nombreux lacs et étangs qui attirent les amateurs de pêche à la mouche du monde entier (notamment le lac Hihium). Dans la partie sud et sud-ouest, près de Kamloops, le parc provincial Porcupine Meadows est également situé dans ce quadrant.

### Protection environnementale
- Parc provincial Arrowstone Hills
- Parc provincial Bonaparte
- Parc provincial Castle Rock Hoodoos
- Parc provincial Loon Lake
- Parc provincial Porcupine Meadows
- Parc provincial des lacs Tsintsunko